# Choristoneura longicellanus
Choristoneura longicellanus es una especie de polilla del género Choristoneura, tribu Archipini, subfamilia Tortricinae. Fue descrita científicamente por Walsingham en 1900.

## Distribución
Se distribuye por Asia: Japón.